# Alfred Traeger
Alfred Hermann Traeger (* 2. August 1895 in Dimboola; † 31. Juli 1980 in Adelaide) war ein australischer Erfinder, der 1928 das Morse-Funkgerät mit Pedal-Generator entwickelt hat.

## Biografie
Alfred Traeger wurde in Glenlee, Dimboola, im australischen Bundesstaat Victoria als Sohn des Farmers Johann Hermann Traeger und seiner Frau Louisa geboren, die beide aus South Australia stammten. Seine Großeltern waren Deutsche, die nach South Australia ausgewandert waren.
Traeger hat eine bedeutsame Rolle bei dem Aufbau des Royal Flying Doctor Service of Australia, den Flying Doctors gespielt, einer Institution, die von John Flynn gegründet wurde. Dabei versuchte er Möglichkeiten zu entwickeln, den im Outback verstreut lebenden Familien Zugang zu medizinischer Versorgung zu verschaffen. Da es keine Elektrizität dort gab, entwickelte Traeger einen pedalgetriebenen Generator, mit dem es möglich war, Hilferufe mit Morsezeichen zu übertragen.

## Würdigung
Für seine Verdienste wurde Traeger 1944 mit dem Order of the British Empire geehrt. Nach ihm ist der Traeger Park in Alice Springs im Northern Territory von Australien benannt.